# Vårby strandbad

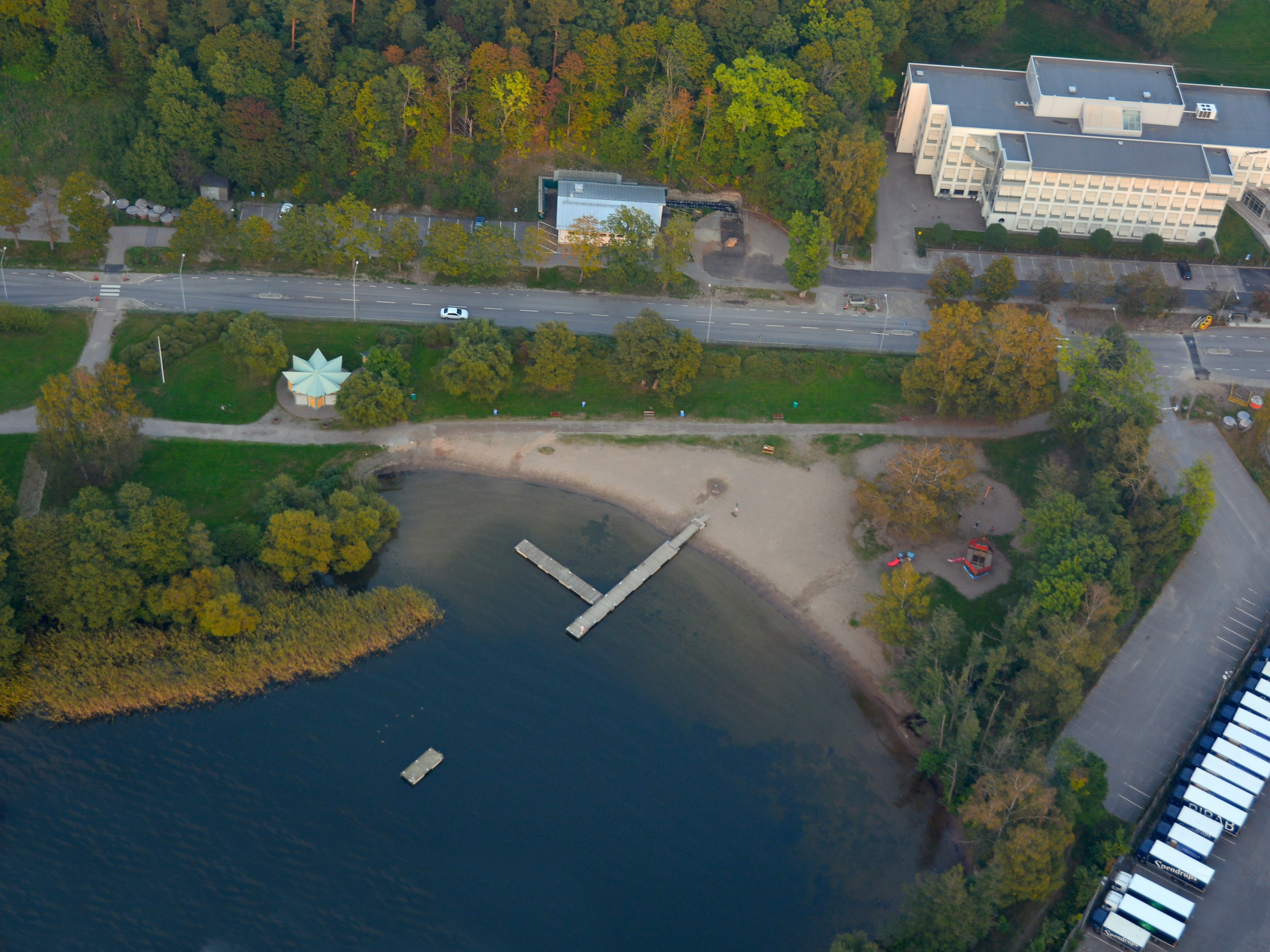
Vårby strandbad, september 2014.

Vårby strandbad (även kallat Vårbybadet) är ett friluftsbad i Östra Mälaren i Huddinge kommun cirka och ligger 600 meter från Vårby gårds centrum där det finns en tunnelbanestation.

## Beskrivning
Badet anlades redan 1926 av dåvarande ägaren till Vårby gård, ingenjören C. Harry Winberg. Han lanserade anläggningen under namnet "Vårbybaden" (liknande Saltsjöbaden). I Vårby gårds huvudbyggnad drev han en restaurangrörelse mellan 1928 och 1931. På 1930-talet hade "Vårbybaden" sin glansperiod.
Badet har idag en cirka 100 meter lång sandstrand med badbrygga vid Mälaren intill Vårby allé. Här finns även en stor äng att sola på samt kiosk, WC, utomhusdusch, lekplatser, omklädningshytter, boulebana och parkering. I närheten finns en stor parkeringsplats.

## Bilder

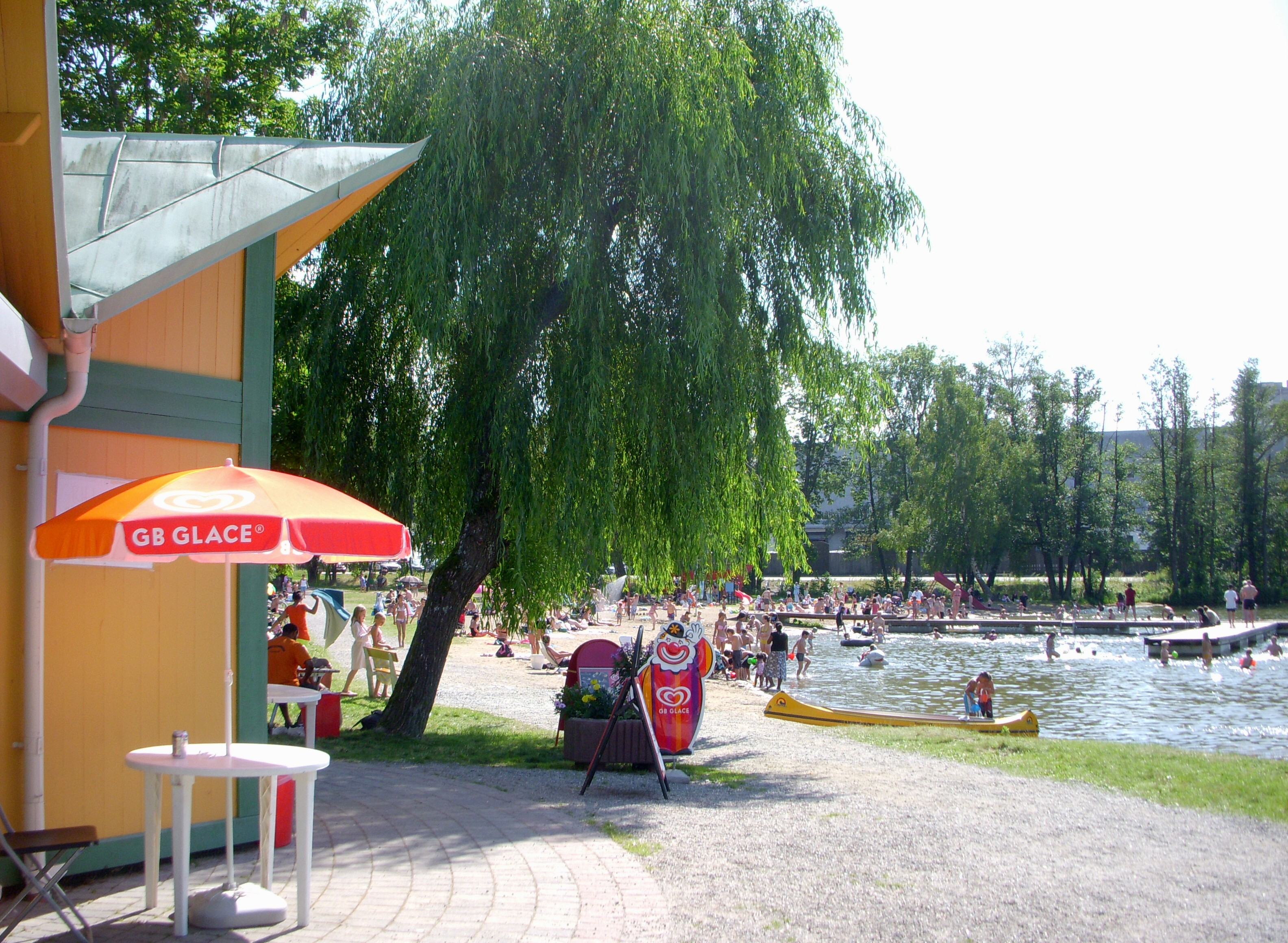
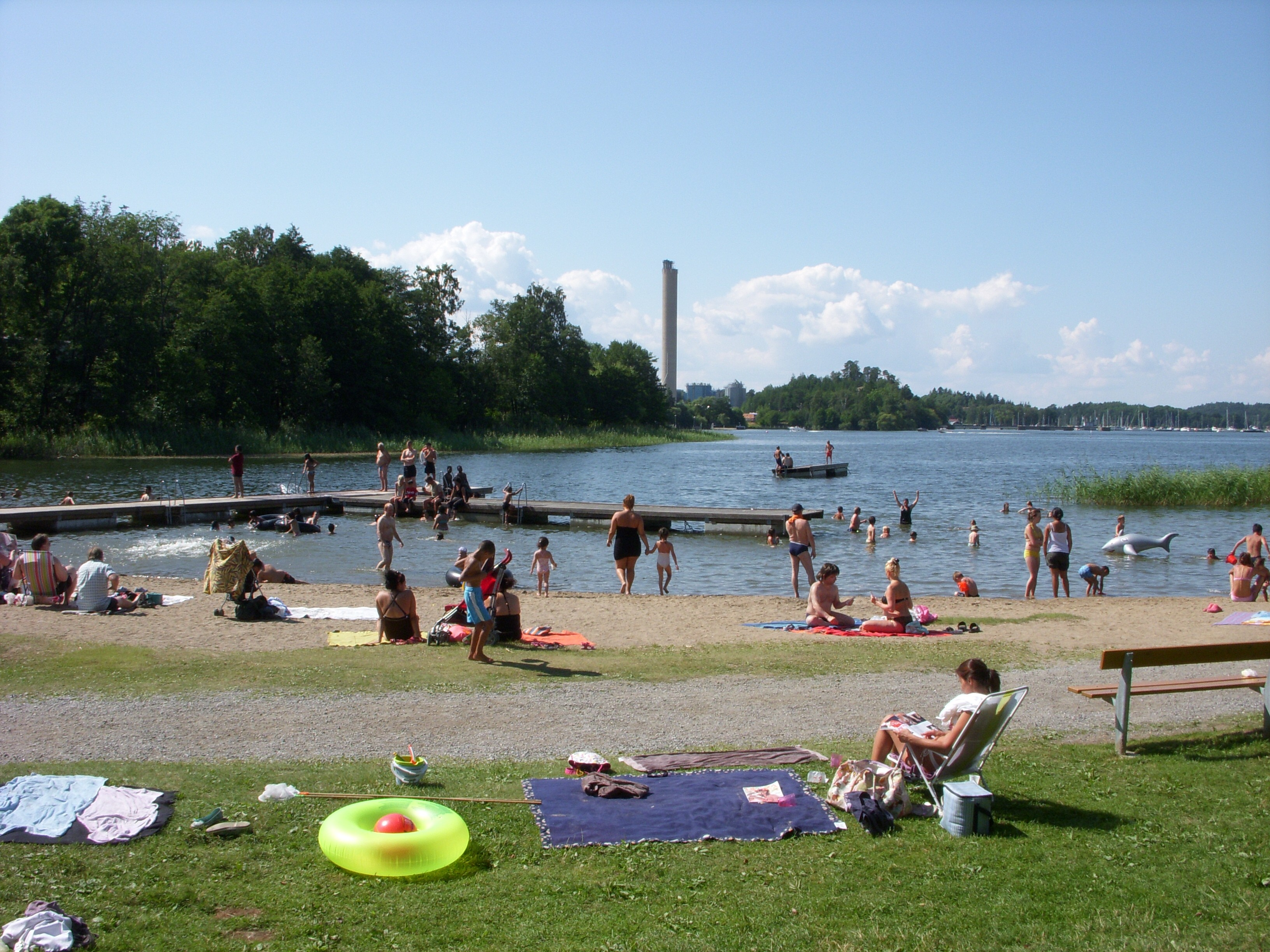
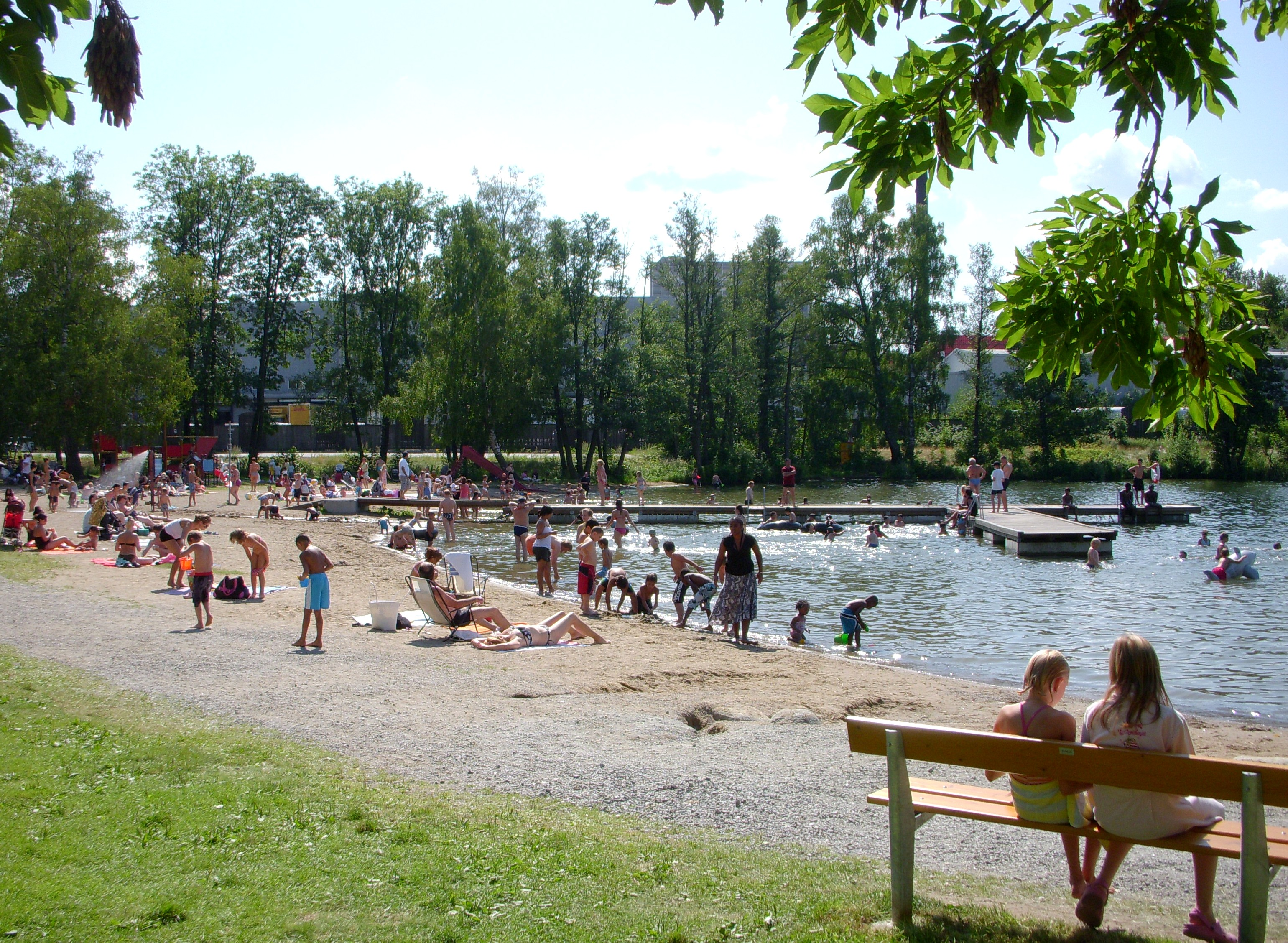
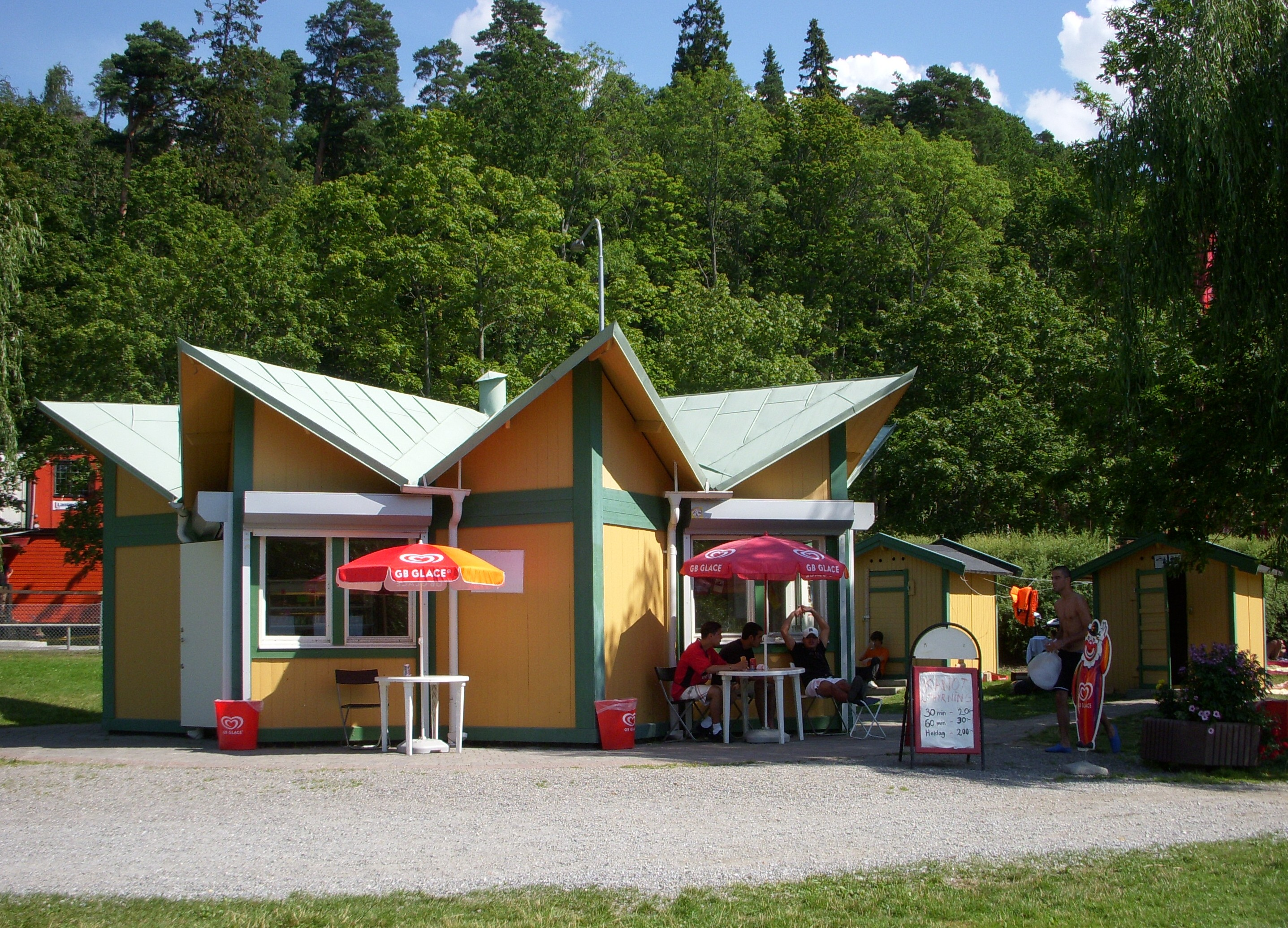